# نيلس هولت
نيلس هولت (بالسويدية: Nils Hult)‏ هو لاعب كرة قدم سويدي في مركز حراسة المرمى، ولد في 14 أغسطس 1939 في لوند في السويد. شارك مع منتخب السويد لكرة القدم. أما مع النوادي، فقد لعب مع نادي مالمو.

## وصلات خارجية
- نيلس هولت على موقع قاعدة بيانات كرة القدم.إي يو (الإنجليزية)
- نيلس هولت على موقع ناشيونال فوتبول تيمز (الإنجليزية)